# André Muschs
André Muschs (Elsene, 10 augustus 1934), beter bekend als Boule Muschs, is een voormalig Belgisch hockeyspeler.

## Levensloop
Muschs begon hockey te spelen op tienjarige leeftijd in 1944. 
Hij debuteerde voor de nationale ploeg in 1953, in totaal werd hij 130 maal geselecteerd voor het nationaal team. In het seizoen 1963-1964 werd hij voor de eerste maal landskampioen met zijn club Royal Uccle Sport THC. Later volgden nog verschillende landstitels veldhockey. Hij heeft daarnaast ook één jaar voor Relais gespeeld. Zijn carrière sloot hij af bij Merlo. Hij vertegenwoordigde België viermaal op de Olympische Spelen, met name op de edities 1956, '60, '64 en '68.
Na de Olympische Spelen van Mexico (1968) werd hij aangesteld als coach van de nationale ploeg. Later werd hij trainer van zijn voormalige club Uccle Sport.
Hij ontving driemaal een Medaille voor sportverdienste: Eenmaal een gouden en eenmaal een bronzen. In 1959 kreeg hij samen met de toenmalige ploeg de Nationale trofee voor sportverdienste.